# 徐瑩
徐瑩（じょ えい、1972年12月31日 - ）は、中国の囲碁棋士。北京市出身、中国囲棋協会に所属、五段。全国囲棋個人戦女子の部優勝3回、女流名人戦優勝など。北京延慶県下屯中学（囲碁学校）名誉校長を務める。

## 経歴
1985年入段。1987年三段。1990年女子名人戦優勝。1993年全国囲棋個人戦女子の部2位、1997年優勝。1997年日立杯ペア碁戦優勝（馬暁春とペア）。2000年東方航空杯世界女子プロ選手権戦で準優勝。2001年山水黔城杯世界女子プロ囲棋選手権戦で優勝し、五段昇段。同年、日中スーパー囲碁女流戦に出場。2005年に正官庄杯世界女子囲碁最強戦に出場し、二人抜き。
中国女子団体戦では、1993、95、97、2001年に優勝。中国囲棋乙級リーグでは、2003年北京チームなどで出場。中国棋士ランキングでは、2001年（12月）76位、04年59位。
1995年からテレビの囲碁番組の解説で活躍し、華以剛とは黄金コンビと言われる。2004年に徐瑩囲棋倶楽部を設立し、プロ、アマチュアの囲碁大会企画を実施。中国致公党党員。

### タイトル歴
- 山水黔城杯世界女子プロ囲棋選手権戦 2001年（決勝で李玟眞に勝利）
- 女子名人戦 1990年
- 全国囲棋個人戦女子の部 1997、2000、04年
- 日立杯ペア碁戦 1997年（馬暁春とペア）、2005年（聶衛平とペア）

### その他の棋歴
国際棋戦
- 東方航空杯世界女子プロ選手権戦 準優勝 2000年（決勝で芮廼偉に0-2）
- 日中囲碁交流
  - 1991年 1-0（○榊原史子）
- 日中スーパー囲碁
  - 1998年 女流戦 0-2 知念かおり
  - 2001年 女流戦 2-1 祷陽子
- 正官庄杯世界女子囲碁最強戦
  - 2005年 2-1（○尹映善、○小林泉美、×朴鋕恩）
  - 2006年 出番無し

中国棋戦
- 全国囲棋個人戦女子の部 2位 1993年、3位 1995年